# Sân bay quốc tế Khartoum
Sân bay quốc tế Khartoum (IATA: KRT, ICAO: HSSS) là một sân bay oqr Khartoum, thủ đô Sudan.
Sân bay này sẽ được thay bằng một sân bay mới nằm cách Omdurman 48 km về phía nam vào năm 2010.

## Các hãng hàng không và các điểm đến

### Vận chuyển hành khách
| Hãng hàng không               | Các điểm đến |
| ----------------------------- | --- |
| Air Arabia                    | Sharjah |
| Air West                      | El Geneina, El Fasher, El Obeid, Juba, Nyala, Port Sudan, Sharjah |
| Bahrain Air                   | Bahrain, Dammam |
| British Midland International | Beirut [ngưng từ ngày 1/10/2012], London-Heathrow [ngưng từ ngày 1/10/2012] |
| EgyptAir                      | Cairo |
| Emirates                      | Dubai |
| Eritrean Airlines             | Asmara |
| Ethiopian Airlines            | Addis Ababa, Bahir Dar, Mekelle |
| Etihad Airways                | Abu Dhabi |
| Flydubai                      | Dubai, Port Sudan |
| Flying Carpet                 | Beirut |
| Gulf Air                      | Bahrain |
| Kenya Airways                 | Cairo, Nairobi |
| KLM                           | Amsterdam, Addis Ababa |
| Lufthansa                     | Frankfurt, Addis Ababa |
| Marsland Aviation             | El Daein, El Fasher, El Geneina, El Obeid, Juba, Malakal, Nairobi, Nyala, Rumbek                                                                                               |
| Nas Air                       | Jeddah, Riyadh |
| Nasair                        | Asmara |
| Nova Airlines                 | El Fasher, Nyala, Port Sudan |
| Qatar Airways                 | Doha |
| Royal Jordanian               | Amman-Queen Alia |
| Saudia                        | Jeddah, Riyadh |
| Sudan Airways                 | Abu Dhabi, Addis Ababa, Amman, Asmara, Cairo, Damascus, Doha, Dubai, El Fasher, El Obeid, Jeddah, Juba, Kano, Kassala, Malakal, Nyala, Port Sudan, Riyadh, Tripoli, Wadi Halfa |
| Sun Air                       | Cairo, Damascus, Entebbe, Juba, Port Sudan, Nyala |
| Syrian Air                    | Damascus |
| Turkish Airlines              | Istanbul-Atatürk, Mogadishu |
| Yemenia                       | Sana'a |

### Vận tải hàng hóa
| Hãng hàng không      | Các điểm đến                                                                                             |
| -------------------- | --- |
| AirTaxi              | Cairo, Dubai, El Geneina, El Obied, ElFasher, Juba, Kampala, Kenya, Malakal, Nyala, Rumbek, Sharjah, Wau |
| Etihad Crystal Cargo | Abu Dhabi                                                                                                |
| Qatar Airways Cargo  | Doha |
| Air Cargo Germany    | Frankfurt-Hahn,Johannesburg                                                                              |
| Martinair Cargo      | Amsterdam, Nairobi                                                                                       |
| Saudia Cargo         | Jeddah                                                                                                   |
| Ethiopian Cargo      | Addis Ababa,Liege                                                                                        |
| Emirates Sky Cargo   | Dubai |

## Tai nạn và sự cố

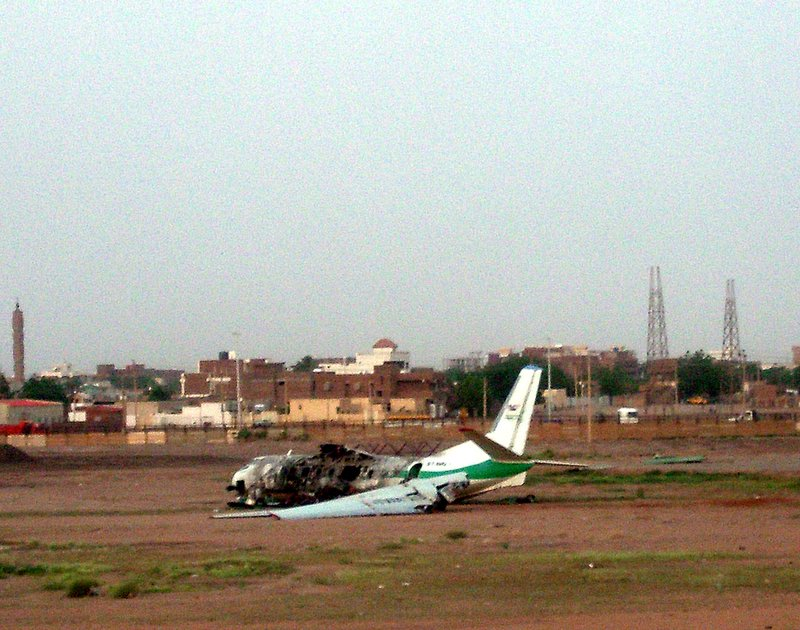
The wreckage of an aircraft pushed to the side of the runway. Photographed August 2005.

- Chuyến bay 109 của Sudan Airways: Ngày 10 tháng 6 năm 2008, một chiếc máy bay từ Amman, Jordan hạ cánh và trong khi lăn bánh vào nhà ga, động cơ bên phải phát cháy và lửa đã lan nhanh chónh. Các báo sơ bộ cho rằng có khoảng từ 100-200 hành khách tử vong nhưng thực tế có 28 người chết, 123 người sống sót và 53 người chưa được tính đến.[4]
- Dữ liệu hàng không thế giới thông tin về sân bay cho HSSS